# Google bomb
Una Google bomb ('bomba de Google') és un mètode mitjançant el qual és possible col·locar certs llocs web en els primers llocs dels resultats d'una cerca en Google utilitzant un text determinat. Aquest mètode explota la manera en què l'algorisme de cerca de google treballa, ja que una pàgina obtindrà un lloc superior si és enllaçada per altres pàgines ja conegudes. S'aconsegueix incloent enllaços a la pàgina objecte del Google bomb en el major nombre de pàgines diferents possible, de manera que el text de l'enllaç segueixi el criteri de cerca desitjat.
La primera vegada que Google bomb es va esmentar en la premsa pot haver estat, accidentalment, en 1999, quan alguns usuaris van descobrir que la cerca more evil than Satan ('més diabòlic que Satanàs'), enviava al web oficial de Microsoft, i la tècnica va ser exposada per primera vegada el 6 d'abril de 2001 en un article escrit per Addam Mathes. En aqueix article, Mathes va encunyar el terme Google bombing i va explicar com va descobrir que Google usava aquesta tècnica per a calcular la classificació dels resultats de les cerques. Al provar amb una cerca introduint Internet rockstar, obtenia com primer lloc dels resultats la web de Ben Brown, encara que el text Internet rockstar no apareixia en aquesta pàgina. Així es va adonar que Google donava aqueixa web com a resultat degut al fet que molts fans enllaçaven aquesta pàgina com a Internet rockstar. El 27 de gener de 2007 Google va anunciar que havia canviat el sistema de recerques per evitar més Google Bombs.